# Trogoderma reitteri
Trogoderma reitteri là một loài bọ cánh cứng trong họ Dermestidae. Loài này được Blackburn miêu tả khoa học năm 1892.